# München

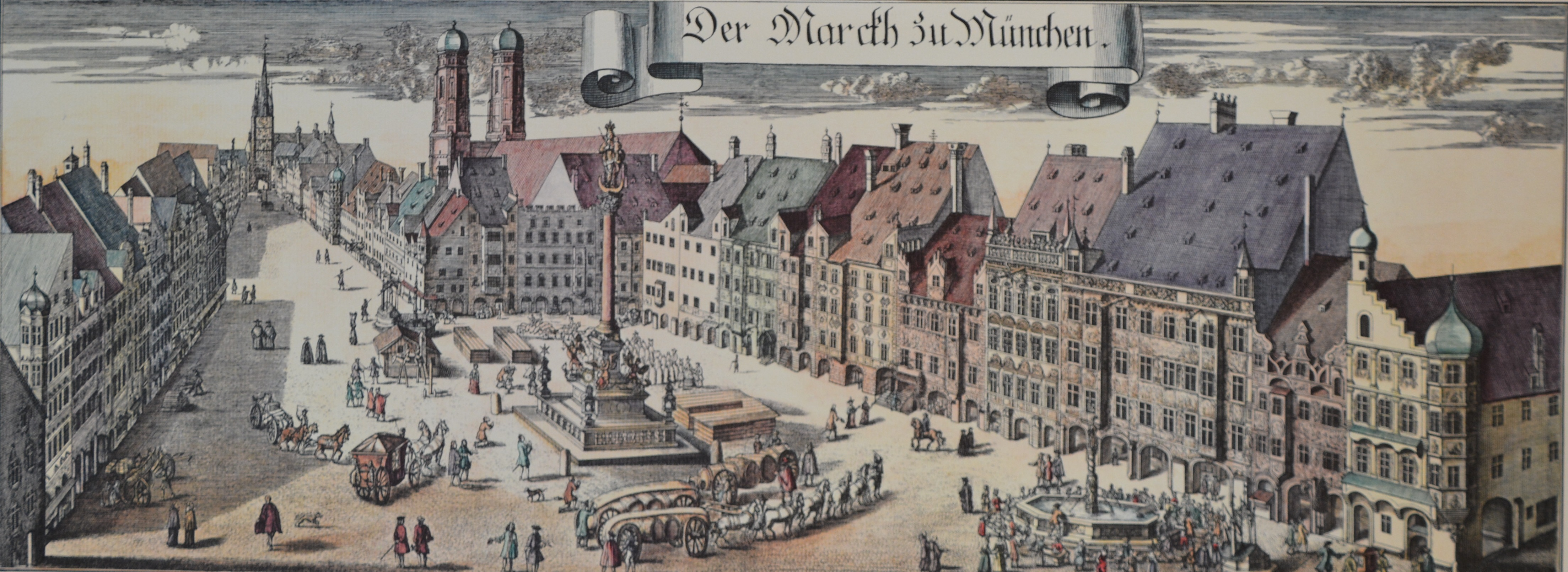
Historisk vy över München, 1701.

München är en stad i södra Tyskland. Den är huvudstad och största stad i Bayern och tillhör regeringsområdet Oberbayern. Staden är en kretsfri stad med cirka 1 487 000 invånare (2023). Det gör München till Tysklands tredje största stad. I hela metropolregionen bor omkring 6,2 miljoner människor.
München är känd för Oktoberfest, en folkfest som hålls varje år från slutet av september till början av oktober. Staden har också flera stora museer, till exempel Deutsches Museum och Glyptothek.

## Historia

### Tidig bosättning och stadsgrundande (800–1200-talet)
På 800- och 900-talen bodde bönder och benediktinermunkar från Tegernsee i området. En by växte fram och fick namnet Ze den Munichen, vilket betyder ”hos munkarna” på bayersk dialekt. Sedan 1200-talet har Münchens stadsvapen visat ett barn i munkkåpa, det så kallade Münchner Kindl.
Vid denna tid dominerade städer som Augsburg, Nürnberg och Regensburg utvecklingen i Bayern. München var fortfarande en liten by.
År 1158 grundade hertig Henrik Lejonet från Sachsen och Bayern en tullstation vid Isar för att kontrollera salttransporter från Salzburg. Han brände den tidigare bosättningen och anlade en ny stad med marknadsplats. Salthandeln gjorde att staden växte snabbt.
År 1180 tog kejsar Fredrik Barbarossa kontroll över München och gav staden till ätten Wittelsbach, som styrde Bayern fram till 1918. Deras blå-vita vapensköld syns än idag i Bayerns flagga och i BMWs logotyp.
År 1255 utsåg hertig Ludvig II München till huvudstad i Oberbayern. När Ludvig IV av Bayern blev romersk kejsare 1328 flyttade han sitt hov till staden.
Under Ludvigs tid utvidgades staden till Karlstor (1315), Sendlinger Tor (1319) och Isartor (1314). Stadens gräns låg kvar där fram till 1795 då befästningarna revs.

### Kriser och återhämtning (1300–1600-talet)
München drabbades av pesten 1350. Ekonomiska problem och inflation orsakade revolter mot patricierfamiljer och judeförföljelser. Klädhandlaren Hans Impler avrättades offentligt vid Marienplatz. Wittelsbacharna stärkte stadens försvar och lät bygga ett borgsäte för förvaltningen.
Under 1400-talet blomstrade staden inom konst, hantverk och handel. Hertig Albrekt V av Bayern samlade konstnärer vid sitt hov och höjde Münchens kulturella status.
År 1632 intog svenska trupper under Gustav II Adolf München. Kungen tog fyrtiotvå medborgare som gisslan och krävde 300 000 thaler i krigsskadestånd. Tre år senare hade alla utom sex återvänt. År 1638 restes en Jungfru Maria-staty på Marienplatz som tack för att staden skonades. År 1634 bröt pest ut igen och krävde cirka 7 000 liv – en tredjedel av befolkningen.
Befolkningen sjönk under perioden från omkring 24 000 till 9 000.

### Upplysning, reformer och kungadöme (1700–1810)

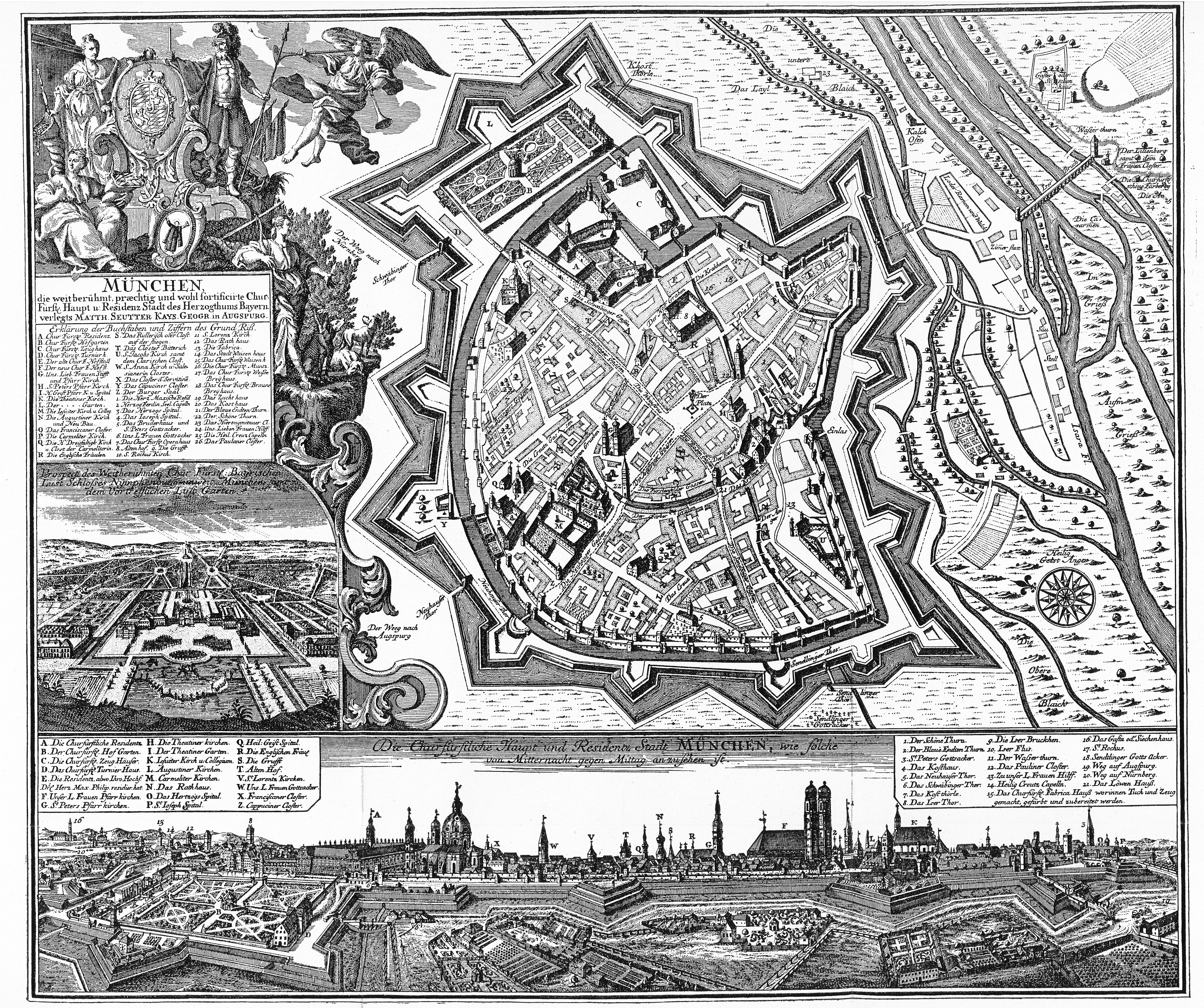
Karta över München 1740.

Mellan 1701 och 1714 deltog Maximilian II Emanuel av Bayern i det spanska tronföljdskriget på den förlorande sidan, och Bayern ockuperades av Österrike till freden 1714. Under Maximilian III Joseph av Bayern styrdes staden en tid av ungerska husarer, vilket framkallade protester.
När Maximilian III Joseph dog 1777 utslocknade huvudgrenen av huset Wittelsbach. Tronföljden gick till Karl Theodor av Bayern från Mannheim, vars beslut att stanna kvar där väckte missnöje i München. Missväxt och oroligheter bröt ut, och Karl Theodor satte in militär för att upprätthålla ordningen.
Den amerikanske officeren Benjamin Thompson – senare greve Rumford – startade skolor och arbeten för soldater och anlade Englischer Garten 1789, en park som blev öppen för alla.
Kring sekelskiftet 1800 ockuperades München av franske generalen Jean Victor Moreau, som förlade sitt högkvarter till Nymphenburg.
Napoleon besökte staden 1805. Hans styvson Eugene de Beauharnais gifte sig med prinsessan Augusta av Bayern, och Maximilian I Josef av Bayern utsågs till kung. Reformprogrammet förbättrade villkoren för protestanter och judar. Omkring 30 000 bayerska soldater stupade vid slaget vid Austerlitz.
Den 17 oktober 1810 gifte sig Max Josephs son Ludwig I av Bayern med Theresia av Sachsen. Festen med hästkapplöpningar och öl lade grunden till oktoberfesten.
År 1821 blev München ärkebiskopssäte.

### Nation, kultur och kungamakt (1800-talet)

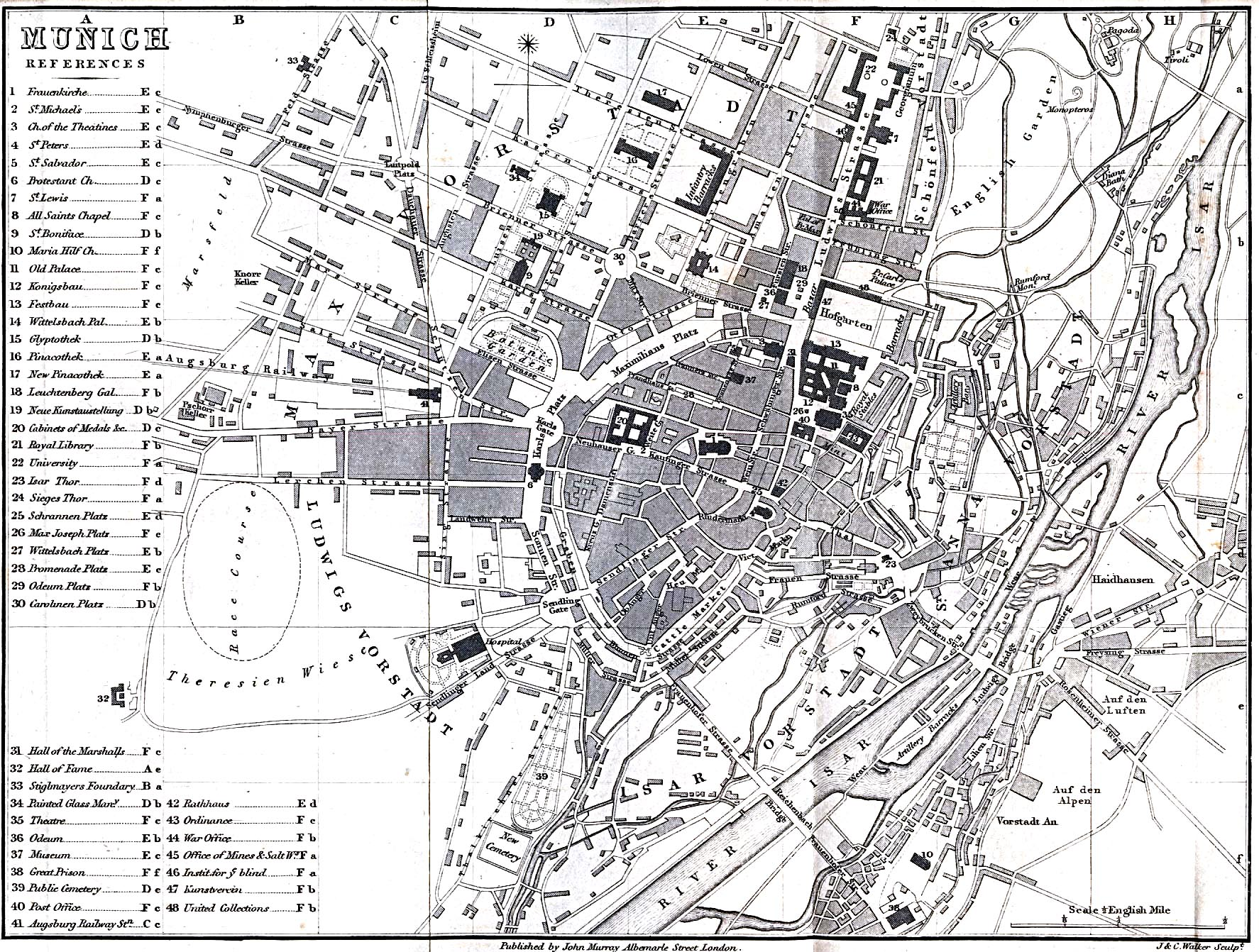
Münchens stadsplan 1858.

Ludwig I av Bayern ville stärka patriotismen och minska franskt inflytande. Han återinförde Münchner Kindl som stadsvapen, flyttade universitetet till staden och initierade Odeonteatern, museer och konstgallerier. Kritik mot hans relation med Lola Montéz ledde till att han abdikerade 1848.
Ludwig II av Bayern lät bygga Neuschwanstein vid Alpernas fot och samarbetade med Richard Wagner för att göra München till ett musikcentrum. År 1886 förklarades Ludwig sinnessjuk och dog kort därefter tillsammans med sin psykiater vid slottet Berg. Brodern Otto var redan sinnessjuk, och farbrodern Luitpold av Bayern blev regent. Under hans tid blev Schwabing ett konstnärscentrum som lockade konstnärer från hela Europa – däribland Adolf Hitler.

### Krig, politik och återuppbyggnad (1900-talet)

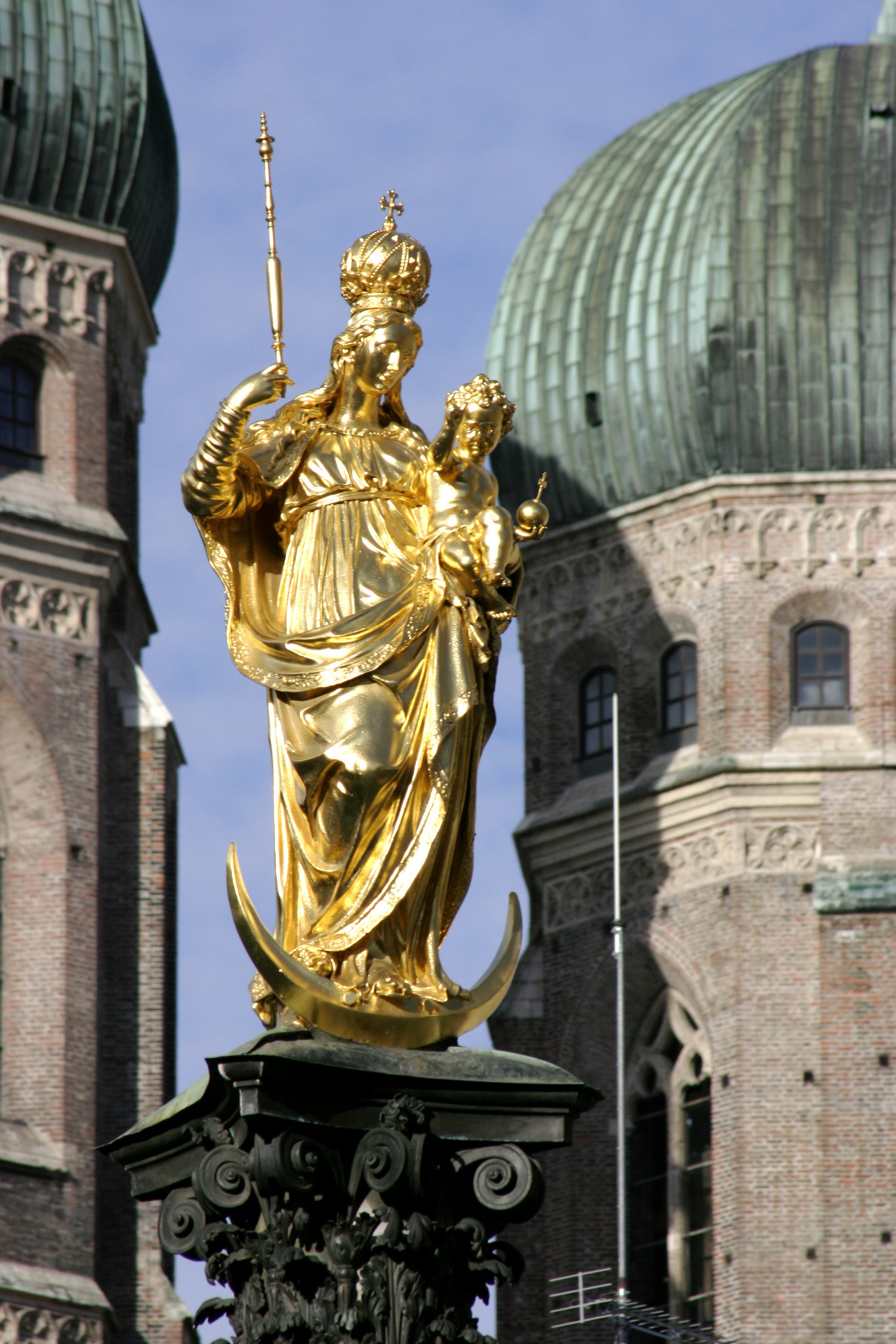
Mariensäule på Marienplatz.

#### Första världskriget och revolutionen (1918–1919)
När första världskriget slutade växte missnöjet i Bayern. I november 1918 utropades republik och monarki avskaffades. Ministerpresidenten Kurt Eisner mördades i februari 1919. Under mars och april samma år styrdes staden av en kommunistisk rådsrepublik innan regeringslojala trupper återtog kontrollen.

#### Ölkällarkuppen (1923)
Hyperinflation, livsmedelsbrist och politisk oro präglade 1923. NSDAP anordnade massmöten, och i november samma år genomförde Adolf Hitler ölkällarkuppen. Försöket misslyckades men gjorde Hitler rikskänd.

#### Nazitiden och andra världskriget (1933–1945)
München blev nazistpartiets centrum. 1933 öppnades Dachau, det första koncentrationslägert i Tyskland. Under kristallnatten 1938 förstördes stadens synagoga, och judiska butiker vandaliserades. Syskonen Hans Scholl och Sophie Scholl bildade motståndsgruppen Vita rosen men avrättades 1943.
Staden bombades 71 gånger under andra världskriget; omkring 6 000 civila dödades och 16 000 skadades.

#### Efterkrigstid och ekonomiskt uppsving (1945–1950-tal)
Amerikanska trupper ockuperade München 1945. Återuppbyggnaden skedde i konservativ stil, och det historiska gatunätet bevarades. Industrin expanderade, särskilt BMW och försvarssektorn, och Västtysklands NATO-inträde 1955 stärkte ekonomin. Staden passerade en miljon invånare 1957.

### Samtida utveckling (1950-talet–nutid)
München arrangerade de olympiska sommarspelen 1972. Tävlingarna ledde till omfattande infrastruktursatsningar, bland annat tunnelbana och pendeltåg, men överskuggades av ett terrordåd där elva israeliska idrottare mördades av Svarta september.
I dag är München ett ledande teknik-, finans- och kulturcentrum med stark bil- och IT-industri, flera forskningsinstitutioner och återkommande evenemang som oktoberfesten och Filmfest München.

## Administrativ indelning

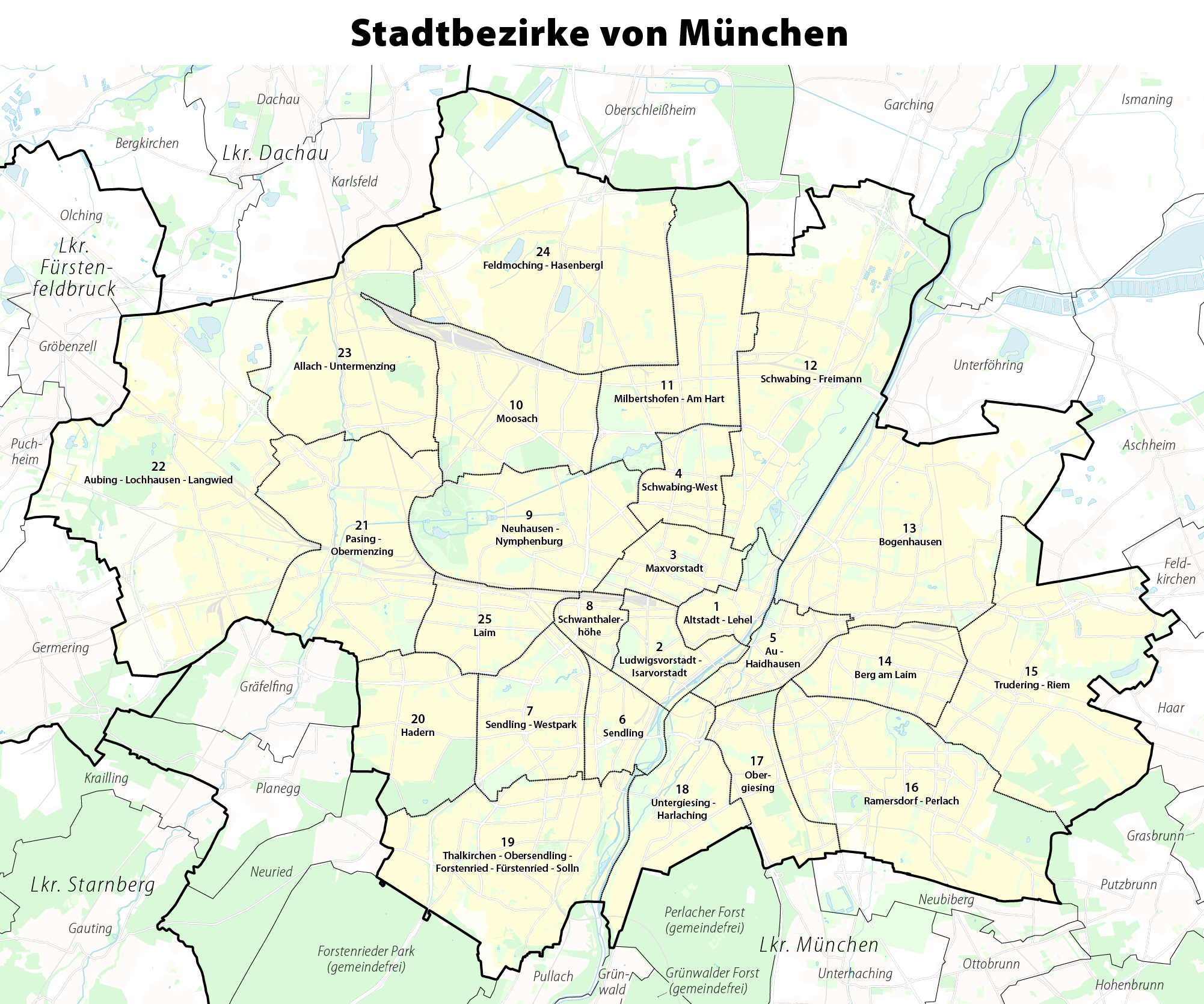
Stadsdelsområden i München.

Sedan en administrativ reform 1992 är München indelad i 25 stadsdelsområden. Denna indelning utgör stadens nuvarande administrativa struktur.

## Storstadsområde
Münchens storstadsområde omfattar både själva staden och dess omgivande pendlingsregioner. Många invånare i dessa områden pendlar dagligen till arbete eller utbildning i München.
Enligt statistik från 2009 bestod det huvudsakliga pendlingsområdet av München och ytterligare 137 städer och kommuner samt 11 obefolkade kommunfria områden. Totalt hade området cirka 2,5 miljoner invånare.
| Områdestyp                  | Areal (km²) | Invånarantal | Befolkningstäthet (inv/km²) |
| --------------------------- | ----------- | ------------ | --------------------------- |
| Kärnstad (München)          | 310,69      | 1 330 440    | 4 282,2                     |
| Kärnstadens närområde       | 597,02      | 546 838      | 915,9                       |
| Närliggande pendlingsområde | 3 185,87    | 660 366      | 207,3                       |
| Totalt                      | 4 093,58    | 2 537 644    | 619,9                       |

Bland de största förorterna finns Dachau, Erding, Freising, Fürstenfeldbruck och Germering. Münchens yttre pendlingsregion omfattar ytterligare 105 städer och kommuner, till exempel Landshut och Rosenheim. Hela pendlingsregionen (inre och yttre) hade 3 185 682 invånare 2009, med en sammanlagd yta av 7 743,92 km².

## Sevärdheter
München är känt för sitt rika kulturliv, historiska byggnader, parker och museer. Efter andra världskriget har staden åter blivit ett viktigt kulturellt och ekonomiskt centrum i Tyskland.

### Historiska platser och byggnader
- Marienplatz: Stadens centrala torg med gamla rådhuset, nya rådhuset och Mariakolonnen.
- Nymphenburg Slott: Stort barockslott med slottspark i västra München.
- Stadsportar: Isartor, Karlstor och Sendlinger Tor är bevarade delar av stadens medeltida mur.
- Siegestor: Triumfbåge rest av Ludvig I av Bayern, restaurerad 1958.

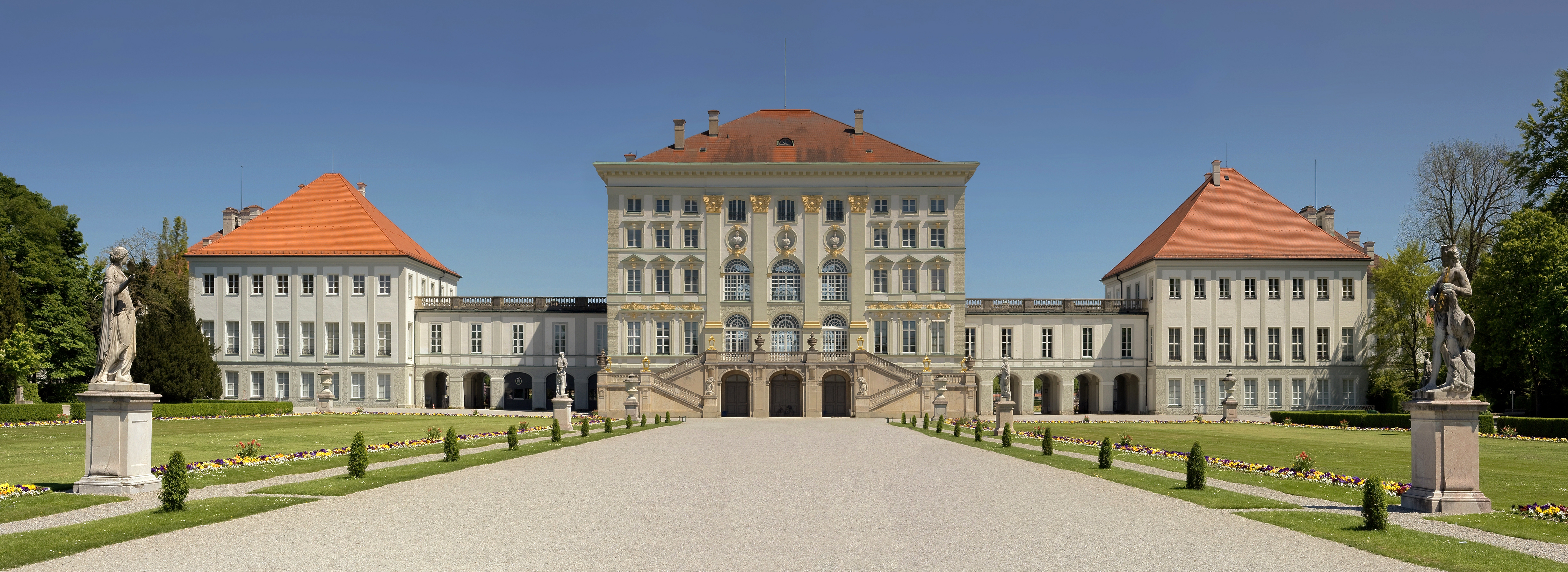
Nymphenburg Slott
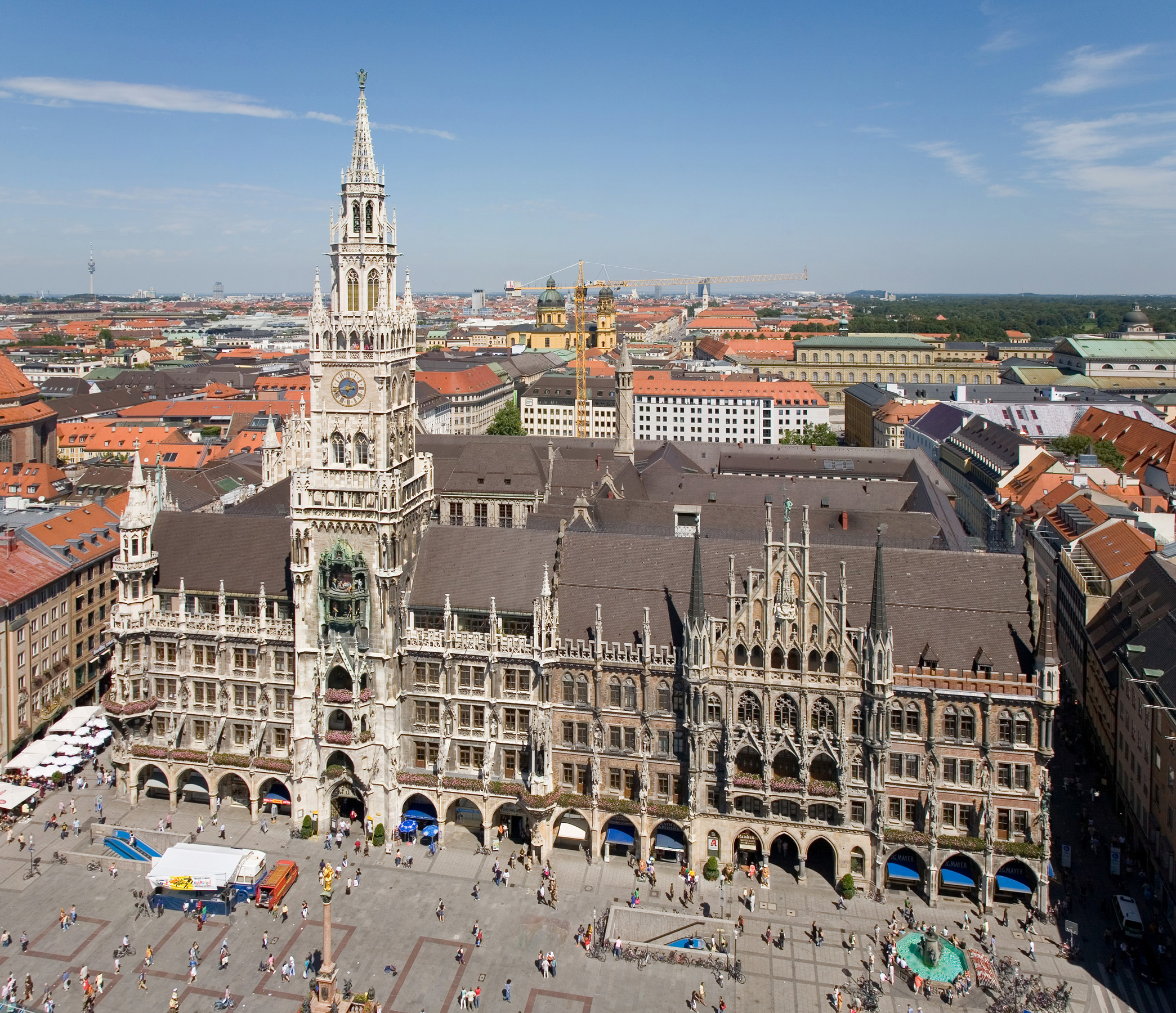
Rådhuset vid Marienplatz
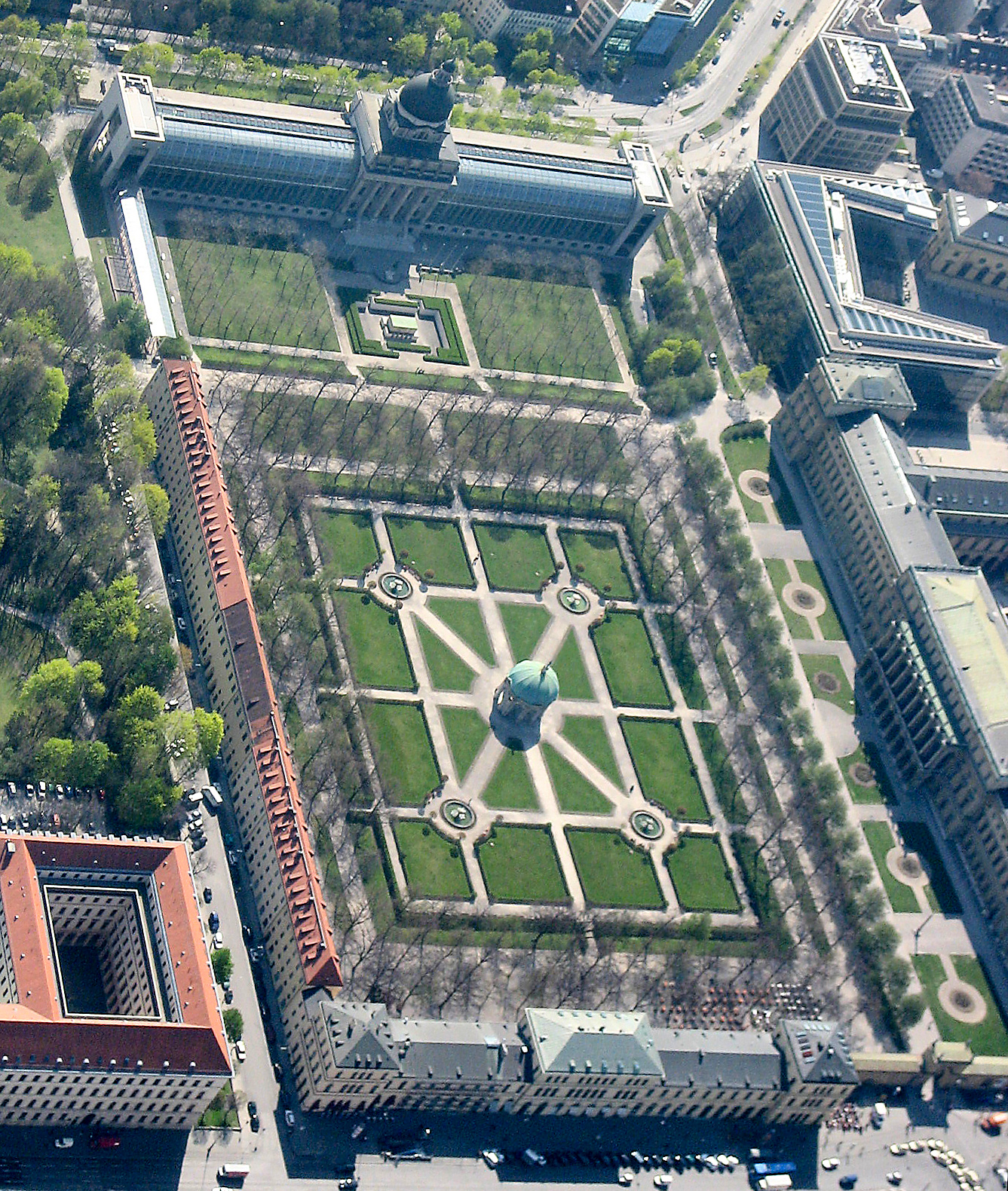
Hofgarten

### Parker och trädgårdar
- Englischer Garten: En av Europas största stadsparker, känd för biergärten och surfing i Eisbach.
- Hofgarten: Centralt belägen park vid gamla residenset.
- Slottsparken vid Nymphenburg: Omfattande parkmiljö med kanaler och alléer.

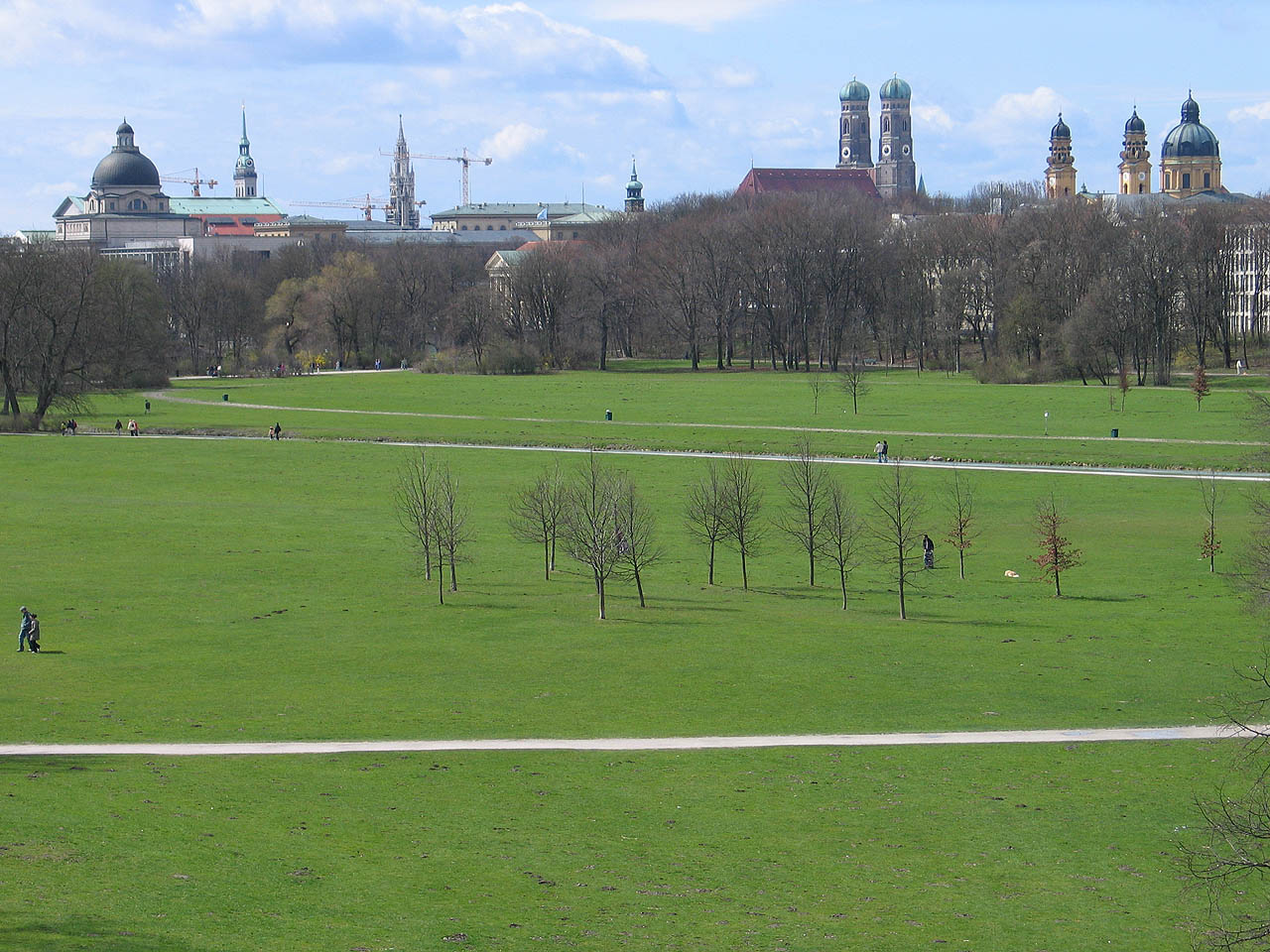
Vy över Englischer Garten och Frauenkirche

### Kultur och museer
- Alte Pinakothek: Konstmuseum med äldre konstverk.
- Neue Pinakothek: Konstmuseum med samling från 1800- och 1900-talen.
- Pinakothek der Moderne: Museum för modern konst, grafik, arkitektur och design.
- Bayerisches Nationalmuseum: Ett av Europas ledande kulturhistoriska museer.
- Deutsches Museum: Världens största tekniska och naturvetenskapliga museum.
- BMW Museum: Museum med fokus på teknik- och industrihistoria kopplad till BMW.

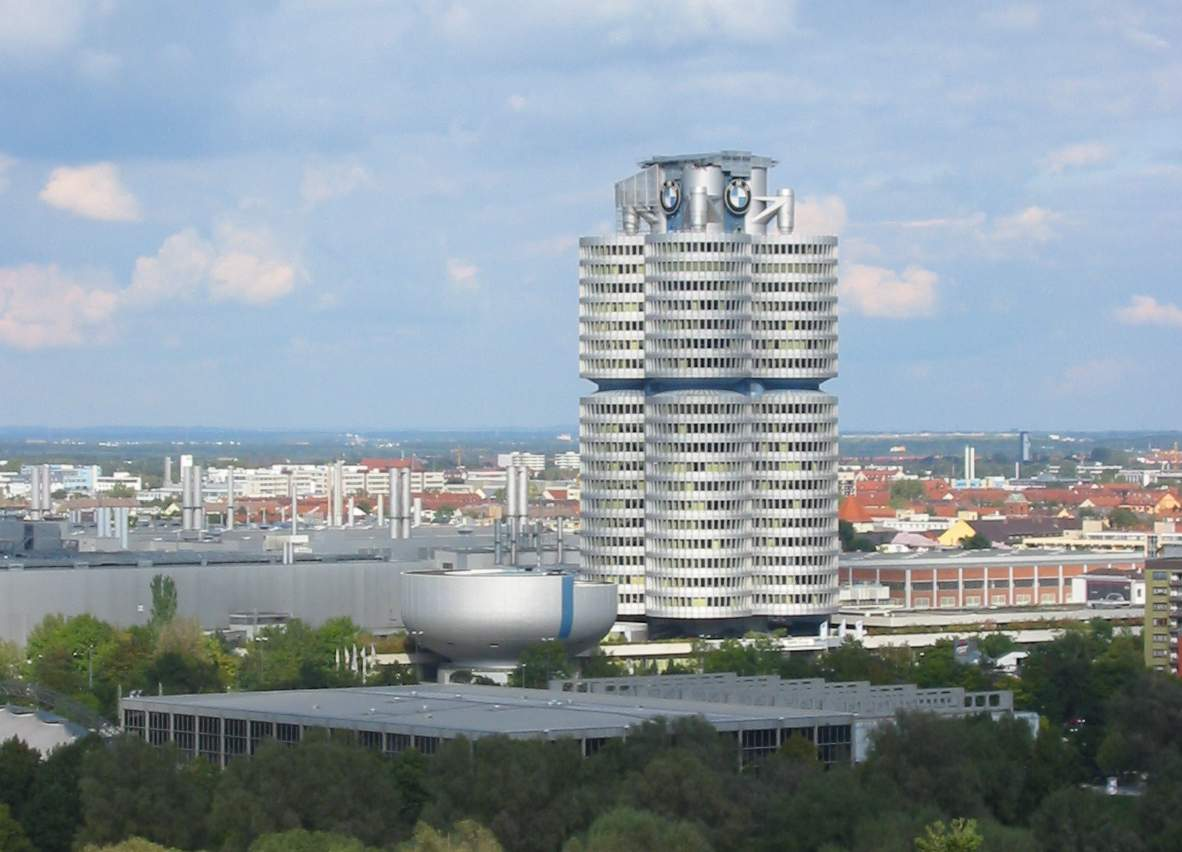
BMW:s högkvarter

### Evenemangsplatser
- Olympiaparken: Byggdes inför OS 1972, omfattar Olympiastadion, simhall och Olympiatornet.
- Circus Krone: Europas största cirkus med fast byggnad och plats för 3 000 åskådare.

### Minnesplatser
- Dachau: Förort norr om München med Tysklands första koncentrationsläger, idag minnesplats och museum.[12]

## Näringsliv
München är en av Tysklands ledande industristäder med huvudkontor för flera stora företag inom teknik, finans, fordon, media och livsmedel. Efter andra världskriget flyttade bland annat Siemens, BMW och MAN sina huvudkontor hit från Berlin.
- Teknik och IT
  - Siemens
  - Infineon
  - Microsoft Tyskland
  - Apple Computer Tyskland
  - AMD
  - ORACLE Deutschland GmbH
  - RedHat Deutschland
  - Rohde & Schwarz
  - Osram
  - EPCOS AG
  - Wissen.de
  - Yahoo! Deutschland GmbH

- Fordon och industri
  - BMW
  - MAN AG
  - MTU Aero Engines
  - Krauss-Maffei Wegmann
  - Knorr-Bremse AG
  - Linde AG
  - Airbus Group

- Bank och finans
  - Allianz AG
  - HypoVereinsbank
  - Stadtsparkasse München
  - Münchener Rückversicherungs AG
  - Hypo Real Estate
  - Versicherungskammer Bayern

- Energi och infrastruktur
  - E.ON Energie AG
  - Stadtwerke München
  - TÜV SÜD

- Media och förlag
  - C. H. Beck Verlag
  - GMX Internet Services
  - Wissen.de

- Livsmedel och restaurang
  - Augustiner Brauerei
  - Paulaner Brauerei GmbH & Co KG
  - McDonald's Deutschland
  - Burger King Deutschland
  - Philip Morris (Deutschland)

- Övrigt
  - Loyalty Partner
  - Schörghuber Unternehmensgruppe
  - S-Bahn München
  - Glaxo Smith Kline
  - Escada AG

## Media
München är hemort för Bayerischer Rundfunk. I Münchens finns även ett flertal andra TV- och radiobolag. München är med sina 250 förlag en viktig huvudort för tryckta medier. Bland förlagen kan nämnas Burda Verlag, Süddeutscher Verlag, IDG, Deutscher Taschenbuch Verlag, Langenscheidt Verlag, Bonnier, C. H. Beck Verlag, Carl Hanser Verlag, Droemer Knaur, Elsevier, Gräfe und Unzer Verlag, Oldenbourg Verlag, Piper Verlag, Prestel Verlag och Verlagsgruppe Random House.
Münchens viktigaste tidningar är Süddeutsche Zeitung (SZ), Münchner Merkur, Abendzeitung (AZ) och Tageszeitung (TZ).

## Kommunikationer
München har ett välutvecklat system för kollektivtrafik och transport, där stadens invånare och besökare enkelt kan ta sig runt med tunnelbana, spårvagn, pendeltåg, buss och flyg. Stadens huvudstation är en central knutpunkt för både regional och nationell trafik.

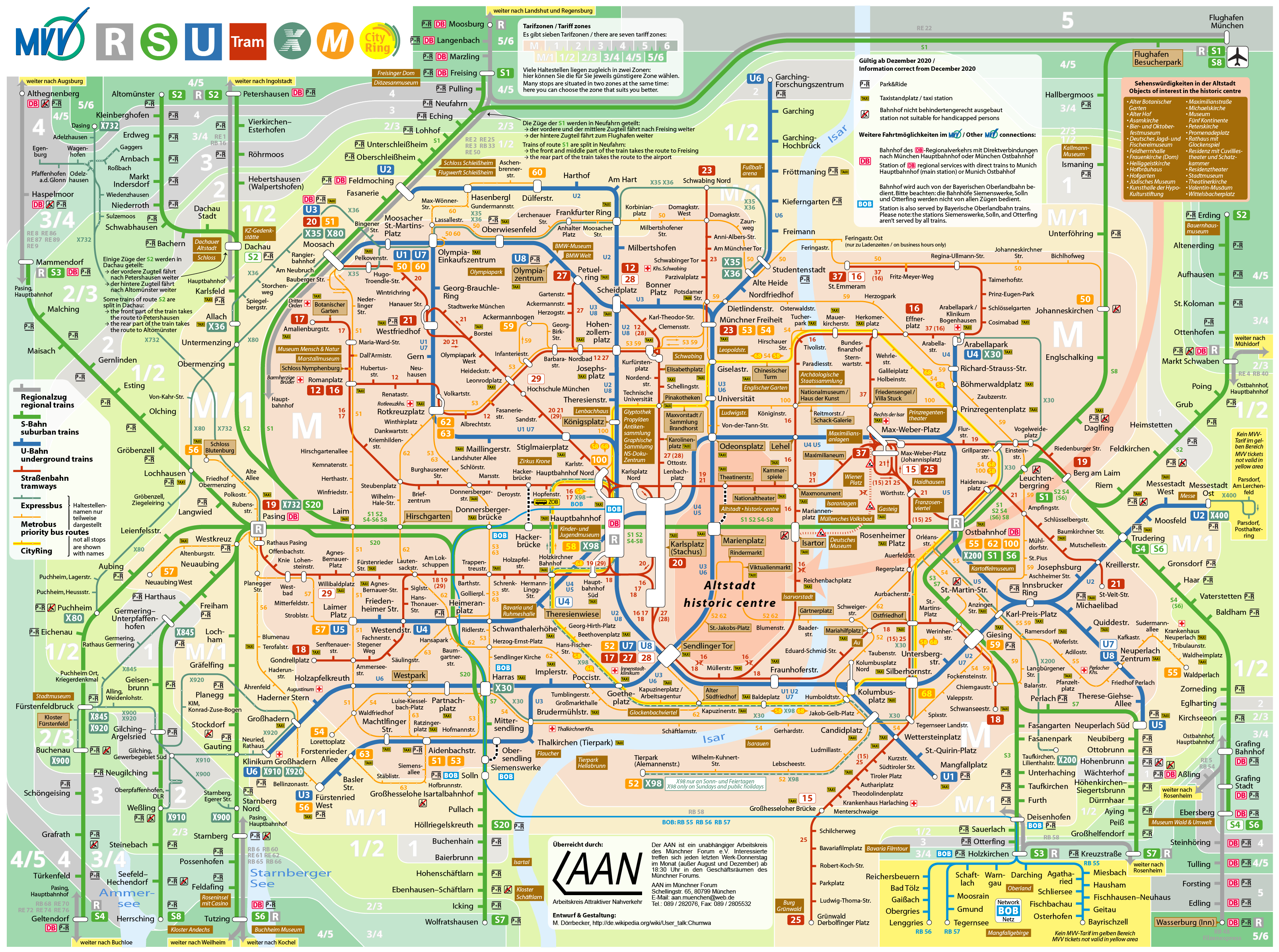
Karta över Münchens kommunikationsnät 2009.

### Tunnelbana (U-Bahn)
Münchens tunnelbana (U-Bahn) öppnades 1971 och omfattar cirka 100 kilometer spår med över 100 stationer, fördelade på sex huvudlinjer. Tunnelbanan kompletterar övriga trafikslag och kännetecknas av stationer i olika färger och utformning för att underlätta orientering.

### Spårvagn (Tram)
Spårvagnarna fungerar som ett komplement till tunnelbanan och täcker främst områden där tunnelbana eller pendeltåg saknas. Spårvagnsnätet når många av stadens stadsdelar och används både för kortare och medellånga resor.

### Pendeltåg (S-Bahn)
Münchens pendeltåg (S-Bahn) utgår från München Hauptbahnhof och knyter samman stadens centrum med förorter och regionen runt München. Nätet består av tio linjer, inklusive direktförbindelse till flygplatsen.

### Fjärrtåg
München Hauptbahnhof är den största av stadens tre fjärrtågsstationer och fungerar som nav för långväga trafik. De övriga är Bahnhof München-Pasing och Bahnhof München Ost, som betjänar både regional- och fjärrtrafik.

### Flyg
Münchens flygplats, Tysklands näst största, ligger cirka 28 km nordost om staden och nås smidigt med S-Bahn. Memmingens flygplats, omkring 100 km väster om München, erbjuder kompletterande flygtrafik, främst lågprisflyg.

### Transrapid
År 2007 beslutade Freistaat Bayern, Deutsche Bahn och Transrapid-konsortiet att bygga en magnettågslinje mellan München Hauptbahnhof och flygplatsen. Projektet stoppades dock våren 2008 och någon höghastighetsbana byggdes aldrig.

## Utbildning och forskning

### Universitet och högskolor
München har flera framstående lärosäten inom olika ämnesområden. Staden är särskilt känd för sina två elituniversitet, men här finns även specialiserade högskolor för konst, musik, film och filosofi.

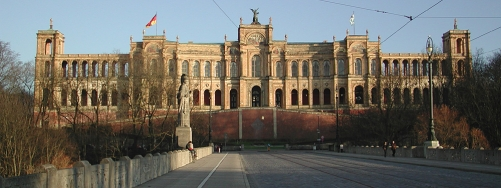
Maximilianeum i München, historisk byggnad i staden.

- Münchens Ludwig-Maximilian-universitet (statligt universitet, elituniversitet)[14]
- Technische Universität München (tekniskt universitet, elituniversitet)[14]
- Hochschule für Politik München (statsvetenskap, samhällsstudier)
- Universität der Bundeswehr (försvar, säkerhet)
- Akademie der Bildenden Künste München (konst)
- Hochschule für Musik och Theater München (musik, teater)
- Hochschule für Fernsehen och Film München (film, tv)
- Hochschule für Philosophie München (filosofi)

## Sport
München är en av Tysklands främsta sportstäder med ett rikt föreningsliv och flera stora idrottsevenemang.

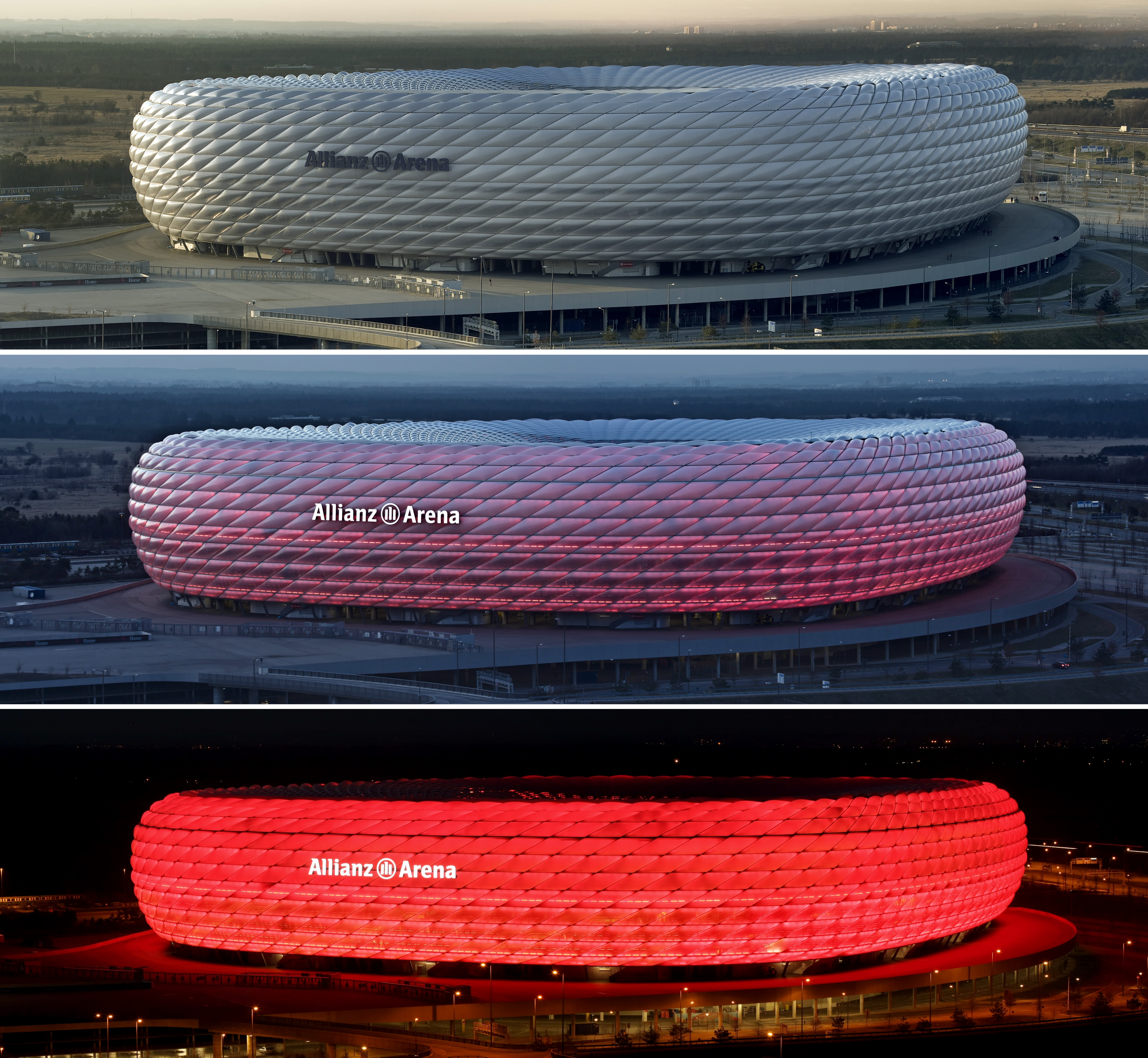
Allianz Arena i olika belysningar.

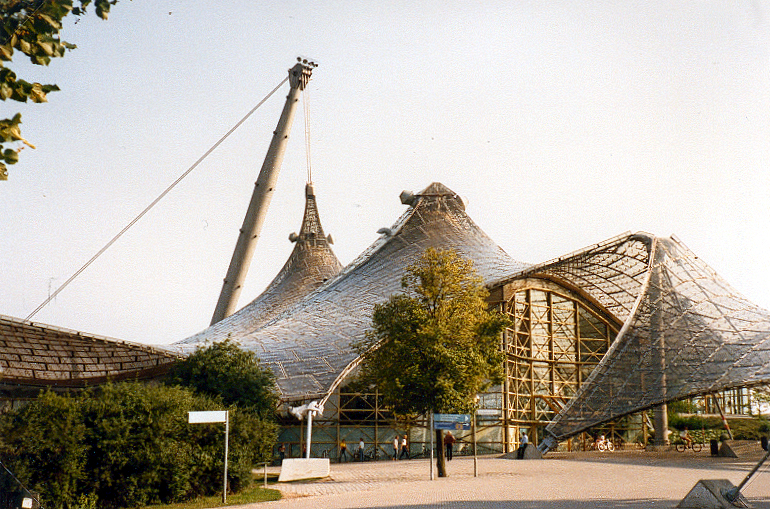
Olympiaparken med tältliknande arenor från OS 1972.

Staden har arrangerat flera stora internationella evenemang, bland annat Olympiska sommarspelen 1972, Världsmästerskapet i fotboll 2006 (där invigningsmatchen spelades på Allianz Arena) och Europamästerskapet i fotboll 1988.
Allianz Arena är en av Europas modernaste fotbollsarenor och ligger i stadsdelen Fröttmaning norr om centrum.
Den mest framgångsrika fotbollsklubben är FC Bayern München, som har vunnit flest ligatitlar i Tyskland. Även TSV 1860 München har en lång tradition och stort stöd i staden.
Münchens stora område för sport och evenemang är Olympiaparken, där det finns flera arenor, bland annat simhall och inomhusarena.

## Vänorter
München har följande vänorter:
- Bordeaux, Frankrike (1964)
- Cincinnati, USA (1989)
- Edinburgh, Storbritannien (1954)
- Harare, Zimbabwe (1996). Samarbetet har tidvis påverkats av politiska förhållanden men intensifierades efter 2008.
- Kiev, Ukraina (1989)
- Sapporo, Japan (1972)
- Verona, Italien (1960)

## Personligheter
- Andreas Baader
- Briana Banks
- Franz Beckenbauer
- Rainer Werner Fassbinder
- Florian Gallenberger
- Sepp Maier
- Edmund Stoiber
- Franz Josef Strauss
- Hans-Magnus Enzensberger
- Karl-Heinz Rummenigge
- Philipp Lahm
- Bastian Schweinsteiger